# 69 (dokumentarfilm)
 For alternative betydninger, se 69 (flertydig). (Se også artikler, som begynder med 69)
69 er en dansk dokumentarfilm fra 2008 instrueret af Nikolaj Viborg.

## Handling
Den 1. marts 2006 blev Ungdomshuset på Jagtvej 69 ryddet af politiet. Efterfølgende brød voldsomme uroligheder ud i Københavns gader. Med en helt enestående adgang, følger filmen de unges kamp gennem de sidste seks måneder, indefra. Gennem hovedpersonen Mads får vi et unikt indblik i, hvad der gjorde Jagtvej 69 til noget helt specielt for en stor gruppe unge, og hvorfor det til sidst kunne gå så galt. Det er en film om ungdom, oprør og radikalisering. Og om en by, der måske levner mindre og mindre plads til de skæve og de utilpassede.